# Silverdale, Staffordshire
Silverdale är en civil parish i Storbritannien.   Den ligger i grevskapet Staffordshire och riksdelen England, i den södra delen av landet, 220 km nordväst om huvudstaden London. Antalet invånare är 4 921. Arean är 3,7 kvadratkilometer.
Terrängen i Silverdale är huvudsakligen platt.